# Хомољска потајница
Хомољска потајница или у народу позната као „Стојање” је интермитентно врело у кршу источне Србије. Налази се у атару Селишта, удаљена 12 km од Жагубице, на југоисточним падинама Хомоља а испод брда Мала Шкоља. Вода потајнице избија из отвора неправилног облика пречника 20 до 25 cm и то у интервалима неједнаке дужине. Овај тип извора функционише тако што вода отиче извесно време па пресахне, а затим после неког времена поново потече. Налази се у троуглу три дрвета: букве, храста и обичног граба.

## Галерија
- Отока потајнице
- Хомољска потајница
- Хомољска потајница
- Хомољска потајница
- Хомољска потајница
- Споменик природе